# Gypona bicornis
Gypona bicornis är en insektsart som beskrevs av Freytag 2006. Gypona bicornis ingår i släktet Gypona och familjen dvärgstritar. Inga underarter finns listade i Catalogue of Life.